# 福島市立清明小学校
福島市立清明小学校（ふくしましりつ せいめい しょうがっこう）は、福島県福島市にある公立小学校である。

## 概要
福島市中心市街地である中央東地域の南部と杉妻地区北部を学区とし、福島市道早稲町清明町4号線（西裡通り）沿い、一級水系阿武隈川水系荒川左岸に位置する。2020年5月1日現在、8学級185名の児童が在籍する。

## 沿革
- 1920年2月 - 福島市立福島第五尋常小学校として開校。
- 1941年4月 - 国民学校令が施行され福島市立福島第五国民学校へ改称される。
- 1946年4月 - 福島第五幼稚園が付設される。
- 1947年4月 - 学校教育法が施行され、福島市立福島第五小学校へ改称される。また、福島市立福島第一中学校分校が付設される。
- 1948年4月 - 付設された福島市立福島第一中学校分校が廃止される。
- 1961年4月 - 福島市立清明小学校へ改称される。同時に福島第五幼稚園も清明幼稚園へ改称される。
- 1994年3月18日 - 現在用いられているプールが竣工する。
- 2004年3月 - 清明幼稚園が廃止される。

## 学校行事
| - 4月 - 5月 - 6月 | - 7月 - 8月 - 9月 | - 10月 - 11月 - 12月 | - 1月 - 2月 - 3月 |

## 通学区域
- 中央東地域
  - 清明町
  - 柳町
  - 御倉町
  - 南町
- 中央西地域
  - 矢剣町
- 吉井田地区
  - 方木田（字葉ノ木立、下川原、古川、辻、高屋、東高屋、前川原、前畑、向川原）
- 杉妻地区
  - 郷野目

## 進学先中学校
- 福島市立福島第一中学校
- 福島市立岳陽中学校[3]

## 学区 / 校区内の主な施設
- 国道115号福島西バイパス
- 福島県道148号水原福島線（旧国道4号・奥州街道）
  - 信夫橋
- 福島ガス
- 真浄院
- 常光寺
- 常徳寺
- 宝林寺
- 御倉邸
- 荒川運動公園
- 福島南町郵便局
- 日東紡績福島第一工場
- 荒川
- 濁川
- 福島市立福島第一中学校

## 交通
- JR福島駅より0.8㎞（徒歩10分）[4]。